# Helina wuzhaiensis
Helina wuzhaiensis este o specie de muște din genul Helina, familia Muscidae, descrisă de Wang și Xue în anul 1990. Conform Catalogue of Life specia Helina wuzhaiensis nu are subspecii cunoscute.